# Мемантин
Мемантин — NMDA-антагонист, используемый в терапии болезни Альцгеймера (БА), но также проходящий клинические испытания в качестве возможной терапии ряда других состояний, в их числе СДВГ, ВИЧ-ассоциированная деменция, нистагм, рассеянный склероз.
Мемантин входит в перечень жизненно необходимых и важнейших лекарственных препаратов РФ.
В 2018 году мемантин исключён из французского перечня финансируемых правительством лекарств из-за отсутствия доказательств его эффективности. 

## Фармакологическое действие
Мемантин — селективный блокатор N-метил-D-аспартат (NMDA) — глутаматных рецепторов.
Механизм действия связан с модулированием глутаматергической передачи, которая опосредует кортико-кортикальные и кортико-субкортикальные взаимосвязи в головном мозге.
В серии контролируемых исследований доказана способность мемантина улучшать и стабилизировать когнитивные функции, повседневную активность, уменьшать поведенческие нарушения у пациентов с БА (как на ранней стадии, так и особенно на стадии умеренной и тяжелой деменции). Положительное влияние мемантина на когнитивные функции отмечено и при сосудистой деменции. В открытых исследованиях показана эффективность мемантина при смешанной деменции, деменции с тельцами Леви, алкогольной деменции и корсаковском амнестическом синдроме, лобно-височной деменции.
Мемантин — препарат первого выбора при умеренной и тяжелой деменции, но может использоваться и на стадии легкой деменции в качестве монотерапии или в комбинации с ингибиторами холинэстеразы.
Долгосрочная эффективность мемантина изучена в меньшей степени.
Для мемантина характерна хорошая переносимость, тем не менее в фазе титрования могут наблюдаться головокружение или спутанность сознания, которые, как правило, носят преходящий характер. Реже отмечаются сонливость, падения, головная боль.
В эксперименте показано, что мемантин способен защищать клетки от токсического эффекта возбуждающих аминокислот и тормозить образование нейрофибриллярных клубочков, влияя на метаболизм t-протеина, что является одним из ключевых звеньев патогенеза БА.

## Фармакокинетика
После приема внутрь быстро и полностью всасывается.
Максимальная концентрация в крови достигается в течение 2—6 часов.
Элиминация протекает в две фазы: T1/2 составляет, в среднем, в первой фазе 4—9 ч, во второй — 40—65 часов.
Выводится преимущественно почками (75—90 %).
При нормальной функции почек кумуляции не отмечено.

## Побочные действия
При проведении клинических исследований с участием пациентов с деменцией от легкой до тяжелой степени, получавших мемантин (1784 пациента) и плацебо (1595 пациентов), общая частота случаев побочных реакций на мемантин не отличались от таковых на плацебо; побочные реакции были обычно от легкой до умеренной степени тяжести. Наиболее часто встречающиеся побочные реакции с более высоким уровнем проявления в группе мемантина, чем в группе плацебо были: головокружение (6,3 %), головная боль (5.2 %), запор (4.6 %), сонливость (3.4 %), гипертония (4.1 %).
В двойных слепых плацебо-контролируемых исследованиях с участием пациентов с деменцией, получавших «Namenda» (мемантин) и плацебо (940 и 922 пациента, соответственно), наиболее распространенными побочными реакциями (с частотой 5 % и выше, чем в группе плацебо) у пациентов, получавших «Namenda» были головокружение, головная боль, спутанность сознания и запор. Ниже перечислены побочные реакции, которые имели место более чем у 2 % пациентов, получавших «Namenda» с более высоким уровнем проявления чем в группе плацебо.
- Нарушения со стороны психики: спутанность сознания (6 %), сонливость (3 %), галлюцинация (3 %).
- Нарушения со стороны нервной системы: головокружение (7 %), головная боль (6 %).
- Нарушения со стороны сосудов: гипертония (4 %).
- Нарушения со стороны дыхательной системы, органов грудной клетки и средостения: кашель (4 %), одышка (2 %).
- Нарушения со стороны желудочно-кишечного тракта: запор (5 %), рвота (3 %).
- Нарушения со стороны скелетно-мышечной и соединительной ткани: боль в спине (3 %).
- Общие расстройства: усталость (2 %), боли (3 %).

Общий профиль побочных реакций и их частоты для отдельных побочных реакций в субпопуляции пациентов с умеренной до тяжелой степенью болезни Альцгеймера не отличались от показателей профиля и частоты, описанных выше для деменции в целом.

## Эффективность и безопасность
С 2016 года специалисты высказывали сомнения в эффективности мемантина при лечении деменции и болезни Альцгеймера. К 2018 году была выявлена бесполезность этого и нескольких других препаратов, используемых для лечения нейродегенеративных заболеваний. В мае 2018 года во Франции были прекращено использование препарата в рамках государственной медицинской страховки наряду с донепезилом, ривастигмином и галантамином. В современном французском руководстве по лечению болезни Альцгеймера мемантин не рекомендуется к применению, как и другие неэффективные препараты с серьёзными побочными эффектами.
Вслед за Францией правительственные службы нескольких европейских стран рассматривают вопрос прекращения закупок мемантина.

## Злоупотребление мемантином
Мемантин является антагонистом NMDA-рецепторов, а значит, его действие отчасти схоже с такими веществами, как кетамин и DXM и способно вызывать диссоциативные состояния. Однако предполагалось, что довольно долгий период полувыведения (60-100 часов) будет препятствием на пути к употреблению мемантина в рекреационных целях. Но начиная с 2010-х годов в социальных сетях стали появляться сообщения о самостоятельных экспериментах людей с употреблением мемантина. Часть людей использовала мемантин в чисто рекреационных целях. По опубликованным в социальных сетях отчётам, эффект от мемантина был схож с эффектом DXM, но ощущался как более слабый и без выраженной эйфории. Значительное количество людей, по собственным словам, использовало мемантин в экспериментальных поисках подходящего средства для терапии тревожности, депрессии, СДВГ и других психических расстройств.